# 格陵蘭廣播公司
格陵蘭廣播公司（格陵蘭語：Kalaallit Nunaata Radioa，簡稱KNR），或依其格陵蘭語名稱翻譯為格陵蘭電台，是丹麥屬土格陵蘭一個在1958年成立的公共廣播機構，其總部位於當地首府努克。這個機構由一個五人委員會負責整體決策、運營和管理，而其主要收入來源則是政府直接資助以及少量商業廣告。格陵蘭廣播公司擁有一條電台頻道與兩條電視頻道，其中電台頻道可以透過調頻、調幅和網絡方式收聽，而電視頻道則可以透過地面數碼電視、有線電視以及YouTube網站觀看。

## 圖集

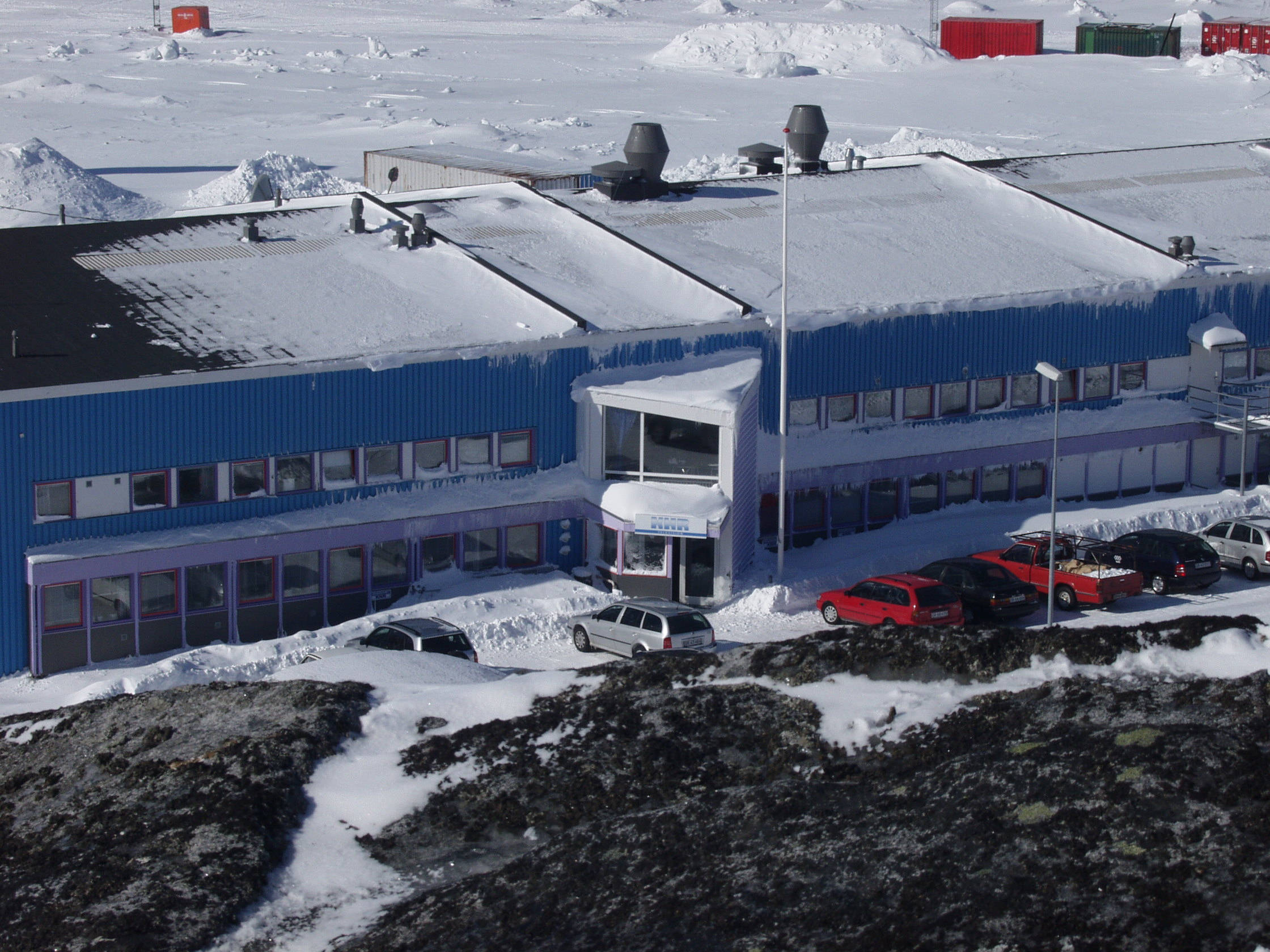
位於努克的格陵蘭廣播公司舊總部

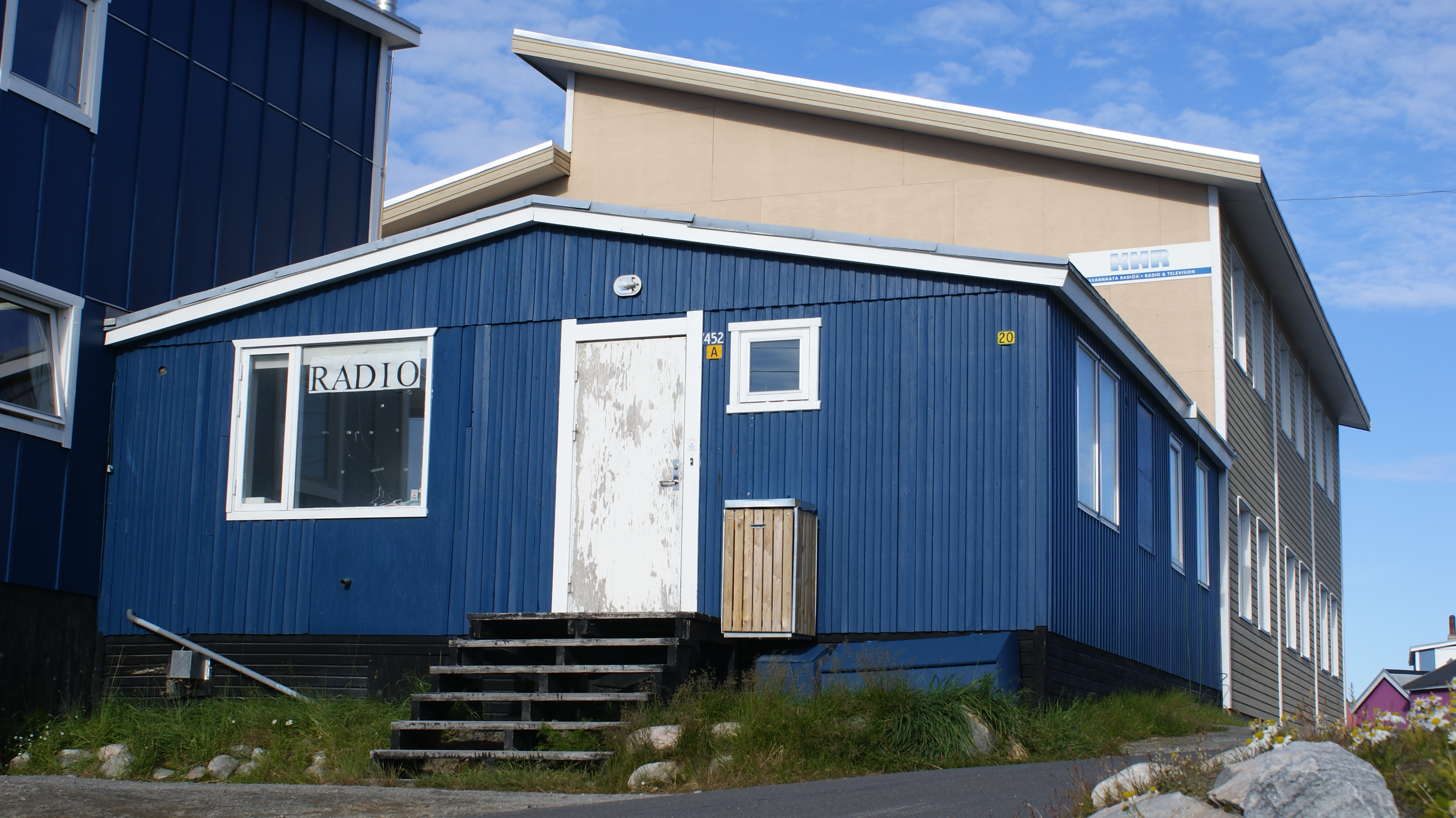
位於伊盧利薩特的公司舊分部